# Vranjska Banja
Vranjska Banja (izvirno srbsko Врањска Бања) je mesto v Srbiji, ki upravno spada pod Mesto Vranje; slednja pa je del Pčinjskega upravnega okraja. 
Vranjska Banja je kopališko in zdraviliško mesto na levi obali Južne Morave okoli 12 km vzhodno od Vranja. Tu je več termalnih izvorov zdravilne vode, ki s temperaturo od 63ºC do 92ºC spadajo med najtoplejše v Evropi.

## Demografija
V naselju živi 4437 polnoletnih prebivalcev, pri čemer je njihova povprečna starost 35,5 let (34,9 pri moških in 36,1 pri ženskah). Naselje ima 1719 gospodinjstev, pri čemer je povprečno število članov na gospodinjstvo 3,42.
To naselje je, glede na rezultate popisa iz leta 2002, večinoma srbsko, a v času zadnjih 3 popisov je opazen porast števila prebivalcev.
|  |

| Demografija | Demografija     | Demografija     |
| Leto        | Št. prebivalcev | Št. prebivalcev |
| ----------- | --------------- | --------------- |
|             |                 |                 |
|             |                 |                 |
|             |                 |                 |
|             |                 |                 |
| 1948        | 2108            |                 |
| 1953        | 2362            |                 |
| 1961        | 2735            |                 |
| 1971        | 4088            |                 |
| 1981        | 5004            |                 |
| 1991        | 5779            | 5693            |
| 2002        | 6332            | 5882            |
|             |                 |                 |

| Etnična sestava po popisu iz leta 2002 | Etnična sestava po popisu iz leta 2002 | Etnična sestava po popisu iz leta 2002 | Etnična sestava po popisu iz leta 2002 | Etnična sestava po popisu iz leta 2002 |
| -------------------------------------- | -------------------------------------- | -------------------------------------- | -------------------------------------- | -------------------------------------- |
| Srbi                                   | Srbi                                   |                                        | 4.118                                  | 70,01%                                 |
| Romi                                   | Romi                                   |                                        | 1.625                                  | 27,62%                                 |
| Bolgari                                | Bolgari                                |                                        | 29                                     | 0,49%                                  |
| Črnogorci                              | Črnogorci                              |                                        | 4                                      | 0,06%                                  |
| Makedonci                              | Makedonci                              |                                        | 4                                      | 0,06%                                  |
| Hrvati                                 | Hrvati                                 |                                        | 2                                      | 0,03%                                  |
| Jugoslovani                            | Jugoslovani                            |                                        | 2                                      | 0,03%                                  |
| Ukrajinci                              | Ukrajinci                              |                                        | 1                                      | 0,01%                                  |
| Nemci                                  | Nemci                                  |                                        | 1                                      | 0,01%                                  |
| Neznano                                | Neznano                                |                                        | 25                                     | 0,42%                                  |